# Nannastacus turcicus
Nannastacus turcicus är en kräftdjursart som beskrevs av Mihai Bacescu 1982. Nannastacus turcicus ingår i släktet Nannastacus och familjen Nannastacidae. Inga underarter finns listade i Catalogue of Life.